# Анговице
Анговице (пољ. Angowice) је село у Пољској које се налази у војводству Поморском у повјату Хојњицким у општини Хојњице.
Од 1975. до 1998. године ово насеље се налазило у Бидгоском војводству.